# Adolfo Konder Futebol Clube
Adolfo Konder Futebol Clube foi um clube de futebol da cidade de Florianópolis, no estado de Santa Catarina. Seu nome foi uma homenagem ao itajaiense Adolfo Konder, ex-governador do estado. Suas cores eram Verde e Amarelo e participou do Campeonato Catarinense de Futebol de 1929, da qual foi vice-campeão após perder para o Caxias.